# Tills döden skiljer oss åt (1991)
Tills döden skiljer oss åt är en amerikansk film från 1991.

## Handling
Adrienne har blivit änka och upptäcker underliga saker i hennes mans förflutna.

## Om filmen
Filmen är inspelad i New York och Toronto. Filmen hade premiär i USA den 27 september 1991 och i Sverige den 17 juli 1992, den svenska åldersgränsen är 15 år.

## Rollista (urval)
- Goldie Hawn - Adrienne Saunders
- Damon Redfern - Maitre D'

## Musik i filmen
- And Then I Wondered If You Knew, skriven av Denny Zeitlin, framförd av The Denny Zeitlin Trio
- Euzkadi, skriven och framförd av Steve Erquiaga
- Give in to Love, skriven och framförd av Mark Bell
- Earth Angel, skriven av Dootsie Williams, framförd av The Penguins
- Blues For the Mrs., skriven och framförd av Will Kaplan
- World Gone Strange, skriven och framförd av Andy Summers
- Kuini Ripeka, skriven av Tama Husta, framförd av the Maori Dancers